# 최현위
최현위(崔玄暐, 638 - 706)는 당나라 측천무후 때 관리이다.

## 개요
704년, 당나라의 측천무후는 쇠약해져 병석에 들자, 측천을 보좌하던 장역지(張易之), 장창종(張昌宗) 형제가 측천을 믿고 전횡을 하게 되었다. 최현위(崔玄暐)는 장간지(張柬之), 요숭(姚崇)과 함께 측천무후에게 장씨 형제를 처벌할 것, 당 중종을 복원 할 것을 요구하였지만 측천은 거부하였다. 당시 당나라 태자 이현(李顯)과 다른 무씨 제후들도 장씨 형제의 전횡을 반대하고 있었으므로, 최현위(崔玄暐), 장간지(張柬之)을 비롯한 환언범(桓彥範), 경휘(敬暉), 원서기(袁恕己) 등은 정변을 계획을 수립한다.
최현위, 장간지는 당시 궁궐의 방어를 맡은 군장 이다조(李多祚)의 도움으로 경휘(敬暉), 환언범(桓彥範), 양원염(楊元琰) 우림군 장군으로 임명하여 황궁의 북문(北門)을 장악하였다. 705년 2월에 이다조(李多祚)의 군대 500여 명을 대동하여, 황궁에서 장역지(張易之), 장창종(張昌宗) 형제를 죽였다. 또한 측천무후(則天武后)을 압박하여 당 중종(中宗, 재위 683~684)을 복위 시켰다.
최현위는 장씨 형제를 제거한 그 공으로 하북성의 제후로 봉해졌으며, 그의 동료 장간지, 환언범, 경휘, 원서기도 모두 지방 제후로 봉해져 오왕(五王)으로 불리게 되었다. 그러나 측천 이후에 실권을 장악한 위황후는 오왕(五王)이 위협적이라고 판단하여 잠시 벼슬을 박탈하기도 하였으나, 후에 다시 복원시켜 주었다. 최현위(崔玄暐)의 청하 최씨는 하북성의 제후 가문을 유지하였고, 그의 어린 동생 최승(崔陞)은 랴오닝의 제후겸 병마사가 되었다.

## 같이 보기
- 최승
- 측천무후
- 위황후
- 당 중종
- 이현
- 장간지
- 이다조
- 원서기
- 양원염
- 요숭
- 경휘
- 환언범
- 장역지
- 장창종